# Suta flagellum
Suta flagellum är en ormart som beskrevs av McCoy 1878. Suta flagellum ingår i släktet Suta och familjen giftsnokar och underfamiljen havsormar. Inga underarter finns listade i Catalogue of Life. Arten listades tidvis i släktet Parasuta.
Denna orm förekommer med flera från varandra skilda populationer i sydöstra Australien i södra New South Wales, Victoria och sydöstra South Australia. Habitatet varierar mellan skogar med hårdbladsväxter, gräsmarker och hedområden. Individerna gömmer sig ofta under stenar eller under andra föremål. Suta flagellum har ett giftigt bett. Honor lägger inga ägg utan föder levande ungar.
Beståndet hotas regionalt av landskapsförändringar. Några exemplar faller offer för hundar och katter. Hela populationen antas vara stor. IUCN kategoriserar arten globalt som livskraftig.